# 예우헤니 마카렌코
예우헨 올렉산드로비치 마카렌코(우크라이나어: Євген Олекса́ндрович Макаренко, 1991년 5월 21일 ~ )는 우크라이나의 프로 축구 선수로, 카자흐스탄 프리미어리그의 오르다바시에서 수비수로 활약하고 있다.

## 구단 경력
그는 지역 클럽인 디나모 키이우의 아카데미를 졸업했다. 2010년 7월 18일, 그는 리저브 팀 경기에 참가했고 프로 데뷔를 했다.
2012년 7월, 그는 호베를라 우지호로드로 잠시 이적했다. 그는 7월 14일, 초르노모레츠 오데사와의 경기에서 우크라이나 프리미어리그 데뷔 전을 치렀다.
디나모 키이우로 복귀한 그는 2013년 8월 18일, 타우리야 심페로폴와의 경기에서 오랜 숙원이었던 팀 데뷔 전을 치렀다.
2017년 8월 2일, 벨기에 클럽 코르트레이크로 이적했다.
2018년 4월, 안데를레흐트로 4년 계약으로 이적했다.
2021년 8월 11일, 헝가리 클럽 페헤르바르에 입단했다.

## 국가대표팀 경력
그는 2014년 3월 5일, 키프로스에서 열린 미국과의 친선 경기에서 비야체슬라우 셰우추크와 교체되어 우크라이나 국가대표팀에 데뷔했다. 2013-14년 시즌이 끝난 후, 그는 미하일로 포멘코 감독으로부터 니제르와의 친선 경기를 요청받았고, 이 경기는 키이우에서 열린 니제르와의 친선 경기였다.
2021년 6월 1일, 안드리 셰우첸코 감독은 그를 우크라이나 국가대표팀의 UEFA 유로 2020 공식 명단에 이름을 올렸다.